# زن ثروتمند
زن ثروتمند (انگلیسی: A Woman of Substance) یک سریال تلویزیونی درام بریتانیایی-آمریکایی است که در سال ۱۹۸۴ منتشر شد.

## گزیدهٔ بازیگران
- لیام نیسون
- میراندا ریچاردسون
- جنی سیگروو
- دبورا کار
- بری باستویک
- دایان بیکر
- پیتر چلسوم
- جان داتین
- پیتر ایگن
- جرج بیکر
- میک فورد
- کریستوفر گارد
- دامینیک گارد
- گیل هانیکات
- مگ وین اوون
- جان میلز
- بری مورس